# Marko Jesenšek
Marko Jesenšek slovenski jezikoslovec, univerzitetni profesor, * 14. marec 1960, Maribor, Slovenija.
Marko Jesenšek je zaposlen na Univerzi v Mariboru; na Oddelku za slovanske jezike in književnost Filozofske fakultete Univerze v Mariboru predava staro cerkveno slovanščino, diahronijo slovenskega jezika ter jezikovno politiko in jezikovno načrtovanje. Bil je prvi dekan Filozofske fakultete Univerze v Mariboru, in sicer dva mandata od leta 2006 do 2015. Ustanovil je mednarodno humanistično revijo Slavia Centralis in mednarodno knjižno zbirko Zora.

## Življenje
V Mariboru je obiskoval Osnovno šolo Prežihovega Voranca in II. gimnazijo, na Filozofski fakulteti Univerze v Ljubljani pa je študiral slovenski jezik s književnostjo (A) in primerjalno književnost in literarno teorijo (B); diplomiral je leta 1982. Na Univerzi v Ljubljani je pod mentorstvom prof. dr. Martine Orožen leta 1990 magistriral, 1994 pa doktoriral iz zgodovinske slovnice slovenskega jezika: Deležniško-deležijski skladi na -č in -š v slovenskem knjižnem jeziku 19. stoletja. 
Po diplomi je poučeval slovenščino v Ljubljani, honorarno pa je delal v NUK-u, kjer je urejal zapuščino Otona Župančiča. Leta 1988 se je zaposlil na Pedagoški fakulteti Univerze v Mariboru; leta 2003 je postal prorektor za mednarodno in meduniverzitetno sodelovanje Univerze v Mariboru; bil je med pobudniki za ustanovitev Filozofske fakultete v Mariboru in njen prvi dekan (2006–07 v. d. dekana, 2008–15 dekan); od leta 2015 prorektor za dislocirane članice Univerze v Mariboru. V letih 2000-04 je bil tudi predsednik Slavističnega društva Slovenije. Leta 2017 je bil sprejet za izrednega člana Slovensko akademijo znanosti in umetnosti, 1. junija 2023 pa za rednega člana v Razredu za filološke in literarne vede SAZU. Od 1. oktobra 2021 je tudi tajnik tega razreda.

### Delo
Osebna bibliografija Marka Jesenška obsega  v COBISS-u  646 enot (december 2017), po podatkih informacijskega sistema o raziskovalni dejavnosti v Sloveniji (SICRIS) pa se na svojem področju uvršča med najaktivnejše slovenske raziskovalce. Objavil je osem samostojnih znanstvenih monografij pri domačih (Zora) in tujih (Krakov, Praga, Budimpešta) založbah, v soavtorstvu pa eno strokovno monografijo strokovno monografijo v tujini (Pariz) in slovar.
Organiziral je 43 domačih in mednarodnih znanstvenih srečanj ter uredil zbornike/monografije s teh simpozijev (december 2017).
Opravljal je številne strokovne funkcije, med drugim je bil predsednik Slavističnega društva Maribor, predsednik Zveze društev Slavistično društvo Slovenije, član Parlamentarne Delovne skupine za jezikovno načrtovanje in jezikovno politiko, član Strokovnega sveta za mednarodno razvojno sodelovanje pri Ministrstvu za zunanje zadeve, predsednik Komisije za ocenjevanje učiteljev in pedagoške vede pri Svetu Republike Slovenije  za visoko šolstvo, član Slovenske nacionalne komisije  UNESCO; od leta 2003 vodi Strokovni odbor pri Komisiji Maksa Pleteršnika v Pišecah (predal mu ga je akademik Toporišič) –  pod njegovim vodstvom so organizirani simpoziji in izhajajo monografije v Pišecah, ki so postale pomembno središče slovaropisnega dogajanja v Sloveniji.

## Izbrana bibliografija
- Slovenski jezik v visokem šolstvu, literaturi in kulturi (Mednarodna knjižna zbirka Zora, 117). Maribor: Mednarodna založba Oddelka za slovanske jezike in književnosti, Filozofska fakulteta, 2016. 235 str. ISBN 978-961-6930-42-0. (COBISS)
- Poglavja iz zgodovine vzhodnoštajerskega jezika (Mednarodna knjižna zbirka Zora, 110). Maribor: Mednarodna založba Oddelka za slovanske jezike in književnosti, Filozofska fakulteta, 2015. 389 str. ISBN 978-961-6930-38-3. (COBISS)
- Slovenski jezik med preteklostjo in sedanjostjo. Praha: Verbum, 2015. 266 str., ilustr. ISBN 978-80-87800-22-5. (COBISS)
- Poglavja iz zgodovine prekmurskega knjižnega jezika (Mednarodna knjižna zbirka Zora, 90). Maribor: Mednarodna založba Oddelka za slovanske jezike in književnosti, Filozofska fakulteta, 2013. 390 str., ilustr. ISBN 978-961-6656-93-1. (COBISS)
- Prekmuriana : fejezetek a szlovén nyelv történetéből (Opera Slavica Budapestinensia, Linguae Slavicae). Budapest: Balassi kiadó, cop. 2010. 229 str. ISBN 978-963-506-846-3. (COBISS)
- The Slovene language in the Alpine and Pannonian language area : the history of the Slovene language. Kraków: Universitas, 2005. 365 str. ISBN 83-242-0577-2. (COBISS)
- Spremembe slovenskega jezika skozi čas in prostor (Zora, 33). Maribor: Slavistično društvo, 2005. 235 str. ISBN 961-6320-27-0. (COBISS)
- Deležniki in deležja na -č in -ši : razširjenost oblik v slovenskem knjižnem jeziku 19. stoletja (Zora, 5). Maribor: Slavistično društvo, 1998. 341 str. ISBN 961-90073-7-9. (COBISS)
- Antonia Bernard, Pauline Fournier, Saša Horvat, Marko Jesenšek: Découvrir et pratiquer le slovène : une méthode multimédia pour découvrir et pratiquer la langue d'un pays membre de l'Union européenne : niveaux A1 et A2 (Collection Langues-Inalco). Paris: Langues & Mondes, cop. 2007. 175 str., tabele. 1 optični disk (CD-ROM). ISBN 978-2-91-525547-8. (COBISS)
- Božena Pejković, Marko Jesenšek: Vodnik skozi anatomsko terminologijo = Ductio per terminologiam anatomicam; 1. izd. Maribor: Medicinska fakulteta, 2013. 190, 182 str., ilustr. ISBN 978-961-6739-47-4. (COBISS)
- Prekmurski jezik med knjižno normo in narečjem, Univerzitetna založba Univerze, Maribor, 2018. (303 str.)
- Monografija Števana Küzmiča: ob tristoletnici rojstva (uredil Marko Jesenšek, SAZU, 2024)

### Priznanja in nagrade
- 2009 Zoisova nagrada  za izjemne dosežke v znanosti in raziskovanju na področju slovenskega jezika

- 2011 Posebno priznanje Zveze društev Slavistično društvo Slovenije za prispevek k delu Slavističnega društva Slovenije in za znanstvenoraziskovalno odličnost[2]

- 2016  Nagrada Frana Miklošiča, Sombotel[3]
- 2017 izredni član SAZU; redni 2023
- 2024 častni član Slavističnega društva Slovenije